# 九五命令
《关于不准抢夺人民解放军武器、装备和各种军用物资的命令》，简称九五命令，是1967年9月5日，中共中央、国务院、中央军委、中央文革小组联合发出的命令。

## 概述
时值文化大革命武斗兴起，部分造反派公然抢夺解放军的武器、装备，打着文攻武卫的旗号进行派别间的武斗。中央下发的“九五命令”，意在制止此类悲剧继续发生。动乱的势头得到遏制，各地开始朝着“大联合”的目标迈进。